# Steven Esterkamp
Steven Michael Esterkamp (Cincinnati, 8 gennaio 1981) è un ex cestista e allenatore di pallacanestro statunitense.

## Palmarès
- Coppa d'Austria: 1

Swans Gmunden: 2003
- 2. Basketball-Bundesliga Nord: 1

Paderborn: 2005-06